# Перцель, Мор
Мор Перцель (венг. Perczel Mór; 14 ноября 1811, Тольна — 25 мая 1899, Боньхад) — венгерский военный деятель периода вхождения страны в состав Австрийской империи, один из руководителей Венгерской революции 1848—1849 годов, известен также подавлением выступлений сербов в Воеводине в тот же период.
В апреле 1827 года поступил на службу курсантом в 5-й полк фузилёров. В 1831 году во время Польского восстания поднял волнения среди солдат полка, призывая бежать в Польшу на помощь восставшим, за что был изгнан из армии. Политическую карьеру начал в медье Тольне, вскоре получив известность из-за своих крайне радикальных взглядов. В 1843—1844 годах был одним из депутатов Национального собрания страны и привлекал внимание своими смелыми речами. Вскоре официально присоединился к Радикальной партии; 22 октября 1842 года создал в Фейере Венгерскую национальную гвардию, а в 1848 году — стал депутатом парламента от Буды и одним из лидеров левых сил.
С началом Венгерской революции в 1848 году занял пост министра внутренних дел в правительстве Лайоша Баттьяни, с 1 сентября сражался против австрийских войск под командованием Йосипа Елачича. 16 сентября 1848 года во главе Добровольческой армии разбил 10-тысячную австрийскую армию под командованием Йосипа Филипповича, получив за этот успех звание генерал-майора, однако 30 декабря того же года потерпел тяжёлое поражение от Елачича в битве при Море, когда его войска оказались почти уничтожены. 22 января 1849 года войска под его командованием взяли Сольнок. Затем, в марте, он через Сегедин отошел к Петроварадину (Нови-Сад), где 22 марта нанес сербам серьезное поражение в районах городов Сомбор, Хоргош и Србобран.
В августе сражался под Серегом и Темешваром, а 14 августа 1849 года, через день после капитуляции венгерских повстанцев в Вилагоше, бежал в Остраву. В 1851 году был приговорён к смерти и бежал сначала в Турцию, а оттуда спустя год — в Лондон; некоторое время жил на острове Джерси. В Венгрию вернулся в 1867 году, после чего некоторое время принимал активное участие в политической жизни страны. Оставил воспоминания.